# Parque nacional El Potosí
El Parque Nacional El Potosí es un parque nacional de México situado en el estado de San Luis Potosí. Tiene una superficie de 20 km² y fue creado el 15 de septiembre de 1936.

## Biodiversidad
De acuerdo al Sistema Nacional de Información sobre Biodiversidad de la Comisión Nacional para el Conocimiento y Uso de la Biodiversidad (CONABIO) en el Parque Nacional El Potosí habitan más de 410 especies de plantas y animales de las cuales 20 se encuentran dentro de alguna categoría de riesgo de la Norma Oficial Mexicana NOM-059  y 13 son exóticas,